# Hamburgische Sezession

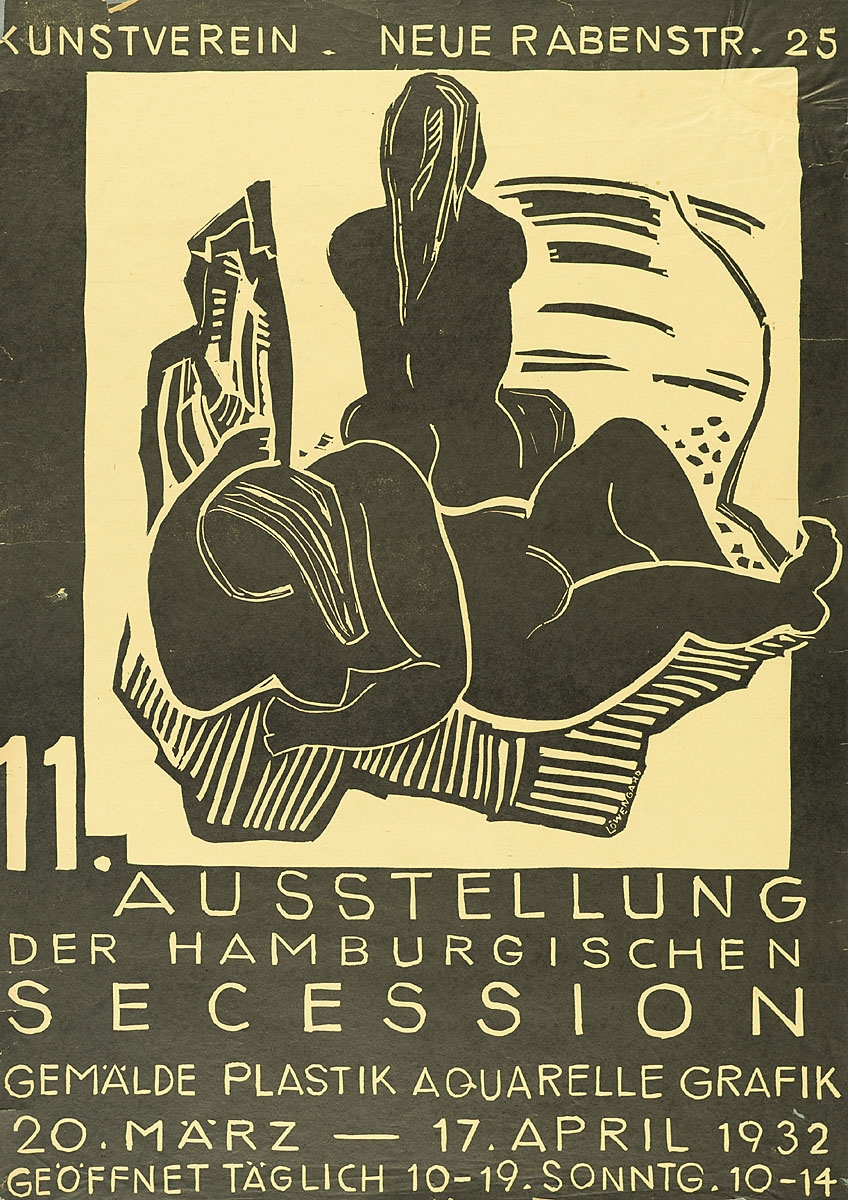
Ausstellungsplakat von Kurt Löwengard aus dem Jahre 1932 für die 11. Ausstellung im Kunstverein in Hamburg. Sammlung Museum für Kunst und Gewerbe Hamburg

Die Hamburgische Sezession (Sezession = Abspaltung, Abtrennung) wurde 1919 als künstlerische Sezessionsgruppe gegründet. Die Künstlervereinigung hatte etwa 55 Mitglieder, darunter auch Architekten und Literaten. Sie löste sich im Mai 1933 unter dem Druck des nationalsozialistischen Regimes selbst auf. 1945 fand eine Neugründung der Hamburgischen Sezession statt, die sich 1952 wieder auflöste.

## Klimaverbesserung für die Künste und Elitevereinigung
Ziel der Vereinigung war es, das Klima für die bildenden Künste in der kaufmännisch geprägten Hansestadt zu verbessern. So wurde von den Künstlern immer wieder bemängelt, dass es durch das Fehlen von Künstlercafés, wie etwa in München oder Paris, keine Treffpunkte für die Kulturschaffenden gebe. Auch gab es in der Stadt keine Akademie zur Ausbildung von Künstlern. Bereits der erste Direktor der Hamburger Kunsthalle, Alfred Lichtwark, hatte beklagt, dass viele Talente ihrer Heimatstadt zur Ausbildung den Rücken kehrten und danach nie wieder in die Hansestadt zurückkehrten. Die Sezession wollte das Problem durch eine Vielzahl von kulturellen Aktivitäten angehen: Ausstellungen, Vorträge, Lesungen und Künstlerfeste. Nicht zuletzt wollte sie auch ein Zusammenschluss von hochrangigen Künstlern sein, mit einigem Selbstbewusstsein nahm sie für sich nichts Geringeres in Anspruch, als die Elite der Hamburger Künstler zu vertreten.
Das relativ späte Gründungsdatum der Sezession ist insofern von Belang, als die Mitglieder der Gruppe bereits vom Ersten Weltkrieg kuriert waren. Die Kriegsbegeisterung, der viele männliche Künstler des Expressionismus zuerst anheim und danach zum Opfer fielen, und die viele in existenzielle Krisen stürzte (etwa Max Beckmann), ist bei der Hamburgischen Sezession von Anfang an nicht vorhanden. Anders als die „Brücke“ in Dresden hatte die Hamburgische Sezession keine feste theoretische Programmatik, so wie es auch bei der Redaktionsgemeinschaft „Der Blaue Reiter“ in München nicht der Fall war. Dies manifestierte sich in vielgestaltigen Jahresausstellungen, bei denen sowohl die Werke der Mitglieder als auch Arbeiten der bedeutendsten modernen Künstler der Zeit ausgestellt wurden (beispielsweise Klee, Picasso, Kandinsky, de Chirico, Braque). Maßstab für die Aufnahme waren die Orientierung an modernen Stilrichtungen und ein hohes künstlerisches Niveau.
Die erste Ausstellung der Hamburgischen Sezession wurde am 14. Dezember 1919 in der Hamburger Kunsthalle eröffnet. Für das Titelblatt des Ausstellungskatalogs schuf Emil Maetzel einen Holzschnitt. Es folgten bis auf eine Ausnahme jährlich eine Ausstellung. Zusätzlich knüpfte die Hamburger Sezession Kontakte zu ähnlichen Künstlervereinigungen in anderen Städten. Daraus resultierte 1927 eine Ausstellung Hamburger Sezessionisten in Nürnberg auf Einladung der Nürnberger Sezession. Die letzte Ausstellung der Hamburgischen Sezession wurde am 30. März 1933 auf Anordnung einer dem Reichspropagandaministerium zugehörigen Stelle aus Berlin polizeilich geschlossen. Es handelte sich um die erste Ausstellungsschließung der Nationalsozialisten,  der noch eine Reihe anderer folgen sollten.
Neben den Ausstellungen wurden auch Vortragsreihen zu allen Kulturbereichen abgehalten, mit Referenten wie Rosa Schapire, die auch literarisches Mitglied der Sezession war, Max Sauerlandt, Karl Kraus und vielen anderen. Darüber hinaus bot die Sezession auch  Architekten die Möglichkeit, ihre Arbeiten vorzustellen. Dieser gesamtkulturelle Ansatz korrespondierte zwar mit den Ideen des Bauhauses, das zeitgleich in Weimar gegründet wurde, doch war die Vorgehensweise der Hamburger Sezession weniger systematisch, lag auch nicht in ihrer Absicht. Gleichwohl sind auch die Projekte der Architekten der Gruppe auf dem Niveau der Zeit angesiedelt. Die Typenmöbel des Mitglieds Karl Schneider z. B. sind absolut vergleichbar mit den gleichzeitig im Bauhaus oder in der Gruppe „Das Neue Frankfurt“ entstandenen Möbelkonzepten.
Die Hamburgische Sezession war Mitglied des Kartells Hamburger Künstlerverbände, das am 20. Februar 1929 gegründet wurde und dessen Präsident der Schriftsteller Hans Henny Jahnn war. Das Kartell war ein Zusammenschluss aller freien Künstler Hamburgs zu einem Dachverband. Mitglieder des Vereins waren neben der Hamburgischen Sezession, der Hamburger Künstlerverein, die Hamburgische Künstlerschaft, der Schriftsteller-Schutzverband Nordwestgau, die Vereinigung Hamburgischer Komponisten, der Reichswirtschaftsverband bildender Künstler und der Altonaer Künstlerverein.

## Sezessionsstil

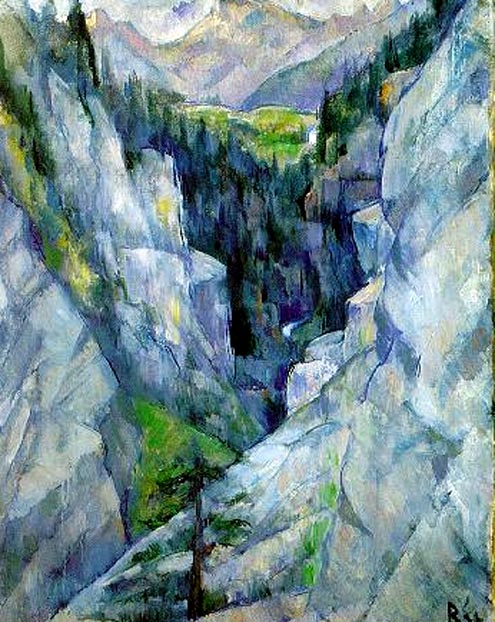
Anita Rée: Schlucht bei Pians, 1921, Hamburger Kunsthalle

In den Anfangsjahren konnte man kaum von einem spezifischen Hamburgischen Sezessionsstil sprechen. In den Werken spiegelt sich jedoch der Einfluss der wichtigsten künstlerischen Strömungen der Zeit wider. Bis in die Mitte der 20er Jahre herrschte der Expressionismus vor, danach entdeckten die meisten Mitglieder die Neue Sachlichkeit für sich.
In den späten zwanziger Jahren entwickelte sich bei einigen jüngeren Malern (z. B. Rolf Nesch, Eduard Bargheer, Karl Ballmer, Karl Kluth) unter dem Eindruck der Arbeiten Edvard Munchs ein neuartiger Stil, der sich durch abgerundete Konturen und kursorische Zusammenfassungen von Menschen und Landschaften auszeichnet. Die Farbgebung ist zurückhaltend, oft dominieren gedämpftes Blau und Grau. In der neueren Forschung über die Hamburger Sezession bezeichnet man diesen Stil als Sezessionsstil.

## Künstlerfeste
Mehrere Mitglieder der Hamburgischen Sezession (insbesondere Emil Maetzel, Fritz Kronenberg und Otto Tetjus Tügel) waren alljährlich maßgeblich an der Organisation der Hamburger Künstlerfeste beteiligt. Zudem veranstaltete die Sezession ab 1928 jährlich ihr eigenes Fest mit dem Titel Zinnober. Die Freizügigkeit dieser auch außerhalb der Kunstszene beliebten Feste, vor allem aber die unverhohlene Kritik, die hier öffentlich an nationalsozialistischen Repräsentanten geübt wurde, mögen Gründe dafür gewesen sein, dass die Frühjahrsausstellung 1933 die erste Ausstellung in Deutschland war, die auf Veranlassung der Nationalsozialisten – nach deren Machtübernahme – geschlossen wurde.

## Zeit des Nationalsozialismus

Seit 1930 diente die ehemalige Villa Ohlendorff im Stadtteil Hamm mehreren Sezessionskünstlern als Atelierhaus und wurde auch der Auflösung der Gruppe noch bis zur Ausbombung 1943 weiter genutzt.

Kurze Zeit darauf wurde die Hamburgische Sezession zum Ausschluss der jüdischen Mitglieder aufgefordert. Diesem Ansinnen begegneten die Vereinsmitglieder am 16. Mai 1933 mit der Selbstauflösung der Gruppe, wobei sie das Vereinsvermögen bei einem gemeinsamen Umtrunk in Champagner umsetzten. Viele der Künstler erlebten in der Folgezeit das bittere Schicksal jener Jahre: Berufsverbot, Verfemung, Emigration, Gefängnis. Manche schieden „freiwillig“ aus dem Leben (Anita Rée, Alma del Banco) andere starben in Lagern oder im Gefängnis (Johannes Wüsten). Die Überlebenden mussten mit der Zerstörung oft eines Großteils ihres Lebenswerkes in zerbombten Ateliers während der Luftangriffe zurechtkommen.

## Nachkriegszeit
Am 11. Juni 1945 wurde die Hamburgische Sezession neu gegründet. Anfang November fand die erste Nachkriegsausstellung in den Räumen von Ernst Hauswedell statt. Weitere Ausstellungen folgten. Die Bestrebungen, die Sezession wiederzubeleben und weiterzuentwickeln waren trotzdem zum Scheitern verurteilt, denn den meisten der eher gegenständlich orientierten Künstler fiel es schwer, sich im Kunstbetrieb zu behaupten, der im Informel die Zukunft des Kunstschaffens sah. 1952 löste sich die Hamburgische Sezession wieder auf.

## Mitglieder der Hamburgischen Sezession (Auswahl)
| Friedrich Ahlers-Hestermann Ludolf Albrecht (1919–1920) Alma del Banco Eduard Bargheer Karl Ballmer Lotte Benkert (1919–1920) Carl Blohm Franz Breest Fritz Bürger Willy Davidson Lore Feldberg-Eber Arnold Fiedler Otto Fischer-Trachau Fritz Flinte (1919–1920, ab 1945) Willem Grimm Wilhelm Haerlin Richard Haizmann Hilde Hamann Paul Hamann Erich Hartmann Ivo Hauptmann Fred Hendriok Paul Henle Maximilian Jahns (1919–1920) Hugo Johnsson Paul Kayser Karl Kluth Fritz Kronenberg Ludwig Kunstmann | Richard Kuöhl Reinhard Lentz Kurt Löwengard Emil Maetzel Dorothea Maetzel-Johannsen Wilhelm Niemeyer Rolf Nesch Karl Opfermann Jakob Detlef Peters Wilhelm Plate Alexandra Povòrina Karl Prahl Anita Rée (1919–1933) Otto Rodewald Hans Martin Ruwoldt Karl Schneider Paul Schwemer Martin Ernst Friedrich Schwemer Emil Leonhard Smidt Herbert Spangenberg (1946–1952) Heinrich Steinhagen (1919–1920) Heinrich Stegemann Willi Titze Otto Tetjus Tügel (1919–1933) Friedrich Wield Albert Wöbcke Gretchen Wohlwill Johannes Wüsten |